# Andreella patagonica
Andreella patagonica is een mosdiertjessoort uit de familie van de Microporidae. De wetenschappelijke naam van de soort is voor het eerst geldig gepubliceerd in 1981 door Lopez Gappa.